# Automate (Tochter des Danaos)
Automate (altgriechisch Αὐτομάτη Automátē) ist in der griechischen Mythologie eine Danaide, eine der 50 Töchter des Danaos, des Königs von Libyen und später von Argos, und mit Amymone, Agaue und Skaia eine der vier Töchter des Danaos mit Europe.
Wie alle Danaiden außer Hypermestra ermordete auch Automate ihren Gatten Busiris noch in der Hochzeitsnacht.
Nach Pausanias wird sie die Gattin des Architeles, eines Sohnes des Achaios. Archiletes Bruder Archandros heiratet Automates Schwester Skaia.